# 高阪真希
髙阪 真希（こうさか まき、1981年9月10日-）は、NHKの元契約キャスター。

## 人物
出身は埼玉県であるが、幼い頃から岡山県・京都府・滋賀県を移り住んだ。立命館大学3年在学中の2002年4月、滋賀県の大津市観光協会が主催する「びわ湖大津観光親善使節」の1人に選ばれ、各地で観光キャンペーンを行った。
大学4年生のときにキャスターとして大津局に採用され、『ぐるっと関西おひるまえ』などの番組に出演した。卒業後の2004年4月から4年間、大津局の夕方県域ニュース番組『おうみ発610』のキャスターを務めた。『おうみ発』ではリポーターとしても同番組の「週刊ガッコウ通信」、「おでかけおうみ」などのコーナーを担当し、「ガッコウ通信」では教師に扮した赤いメガネ姿のキャラクターで親しまれた。
2008年3月で大津局を退局、名古屋局に移籍した。名古屋では東海3県域のニュース番組『ほっとイブニング』のキャスターを村竹勝司アナと共に担当していたが、1年で降板・退局となった。その後隣の静岡局に移り、同じ夕方のニュース番組『たっぷり静岡』を担当したが、2011年3月で退職した。

## 過去の主な出演番組
- ぐるっと関西おひるまえ 大津局リポーター（NHK関西地区、2003年度）
- かんさいニュース1番（NHK関西地区、2004年4月 - 2006年3月）
- もっともっと関西（NHK関西地区、2006年4月 - 2007年3月）
- おうみ発610（NHK大津、2004年4月 - 2008年3月）
- ほっとイブニング（NHK名古屋、2008年3月31日 - 2009年3月27日）
- たっぷり静岡（NHK静岡、2009年4月 - 2011年3月）